# Die 120 Tage von Sodom (Film)
Die 120 Tage von Sodom (italienischer Originaltitel: Salò o le 120 giornate di Sodoma) ist ein Spielfilm des italienischen Regisseurs Pier Paolo Pasolini aus dem Jahr 1975. Der Film basiert auf dem Buch Die 120 Tage von Sodom des Marquis de Sade; es war Pasolinis letzter Film, bevor er im Erscheinungsjahr ermordet wurde. Der Film gilt bis heute als eines der umstrittensten Werke der Filmgeschichte. Wegen seiner offenen Darstellung von Koprophagie, Vergewaltigung, Folter und Mord wurde er in vielen Ländern verboten.
In der Erzählstruktur lehnte sich Pasolini auch an Dantes Inferno an: Der Film ist in drei Segmente geteilt, die Höllenkreise der Leidenschaft, der Scheiße und des Blutes, von denen aus Parallelen zur Vorhölle der Göttlichen Komödie gezogen werden können.

## Handlung
Der Film spielt in der Republik von Salò, einem faschistischen Marionettenstaat im vom Deutschen Reich besetzten Norditalien. Vertreter des untergehenden Regimes, die als moralisch und sexuell verkommen beschrieben werden, halten adoleszente Männer und Frauen, die teilweise gewaltsam entführt wurden, mit Waffengewalt in einem Anwesen gefangen, um an ihnen hemmungslos ihre Triebe und Macht auszuleben. Täglich tragen ihnen ältere Prostituierte, die wie Gesellschaftsdamen auftreten, perverse Geschichten vor. Die Behandlung der Gefangenen nimmt im Laufe der Zeit immer groteskere Formen an, so bekommen sie Kot zu essen und werden wie Tiere an der Leine geführt. Am Ende werden sie gefoltert und ermordet.

## Personen
Fürst Blangis: Der Fürst trägt einen braunen Vollbart und wird von seinen Mitverschwörern stets mit „Euer Durchlaucht“, einem den Trägern hoher Adelstitel vorbehaltenen Prädikat, angeredet. Er ist anscheinend hochgebildet, was an seinen vielen, oft in französischer Sprache vorgetragenen, literarischen und philosophischen Zitaten deutlich wird. Zudem ist er der Anführer der Viererbande. Dies ist daran zu erkennen, dass Blangis oftmals Impulse für gemeinsames Handeln setzt. Als zu Beginn des Films eine Jugendliche vor Kummer zusammenbricht und er sich daraufhin erhebt, stehen seine drei Kumpane unverzüglich auch auf. In einer anderen Szene stimmt er ein Lied an, das sogleich von allen Anwesenden mitgesungen wird. Seine Dominanz beruht maßgeblich auf seiner Eloquenz. So hält Blangis eingangs eine Rede, in der er die Bedingungen des Geheimbundes definiert und festlegt, wer zu dessen Besiegelung wessen Tochter heiraten wird. Er hält auch die Rede zur Einweisung der gefangenen Jugendlichen und gibt das Wort erst ab, als es zur formalen Verlesung der Regeln kommt. Seine Eigenschaft als Anführer wird in einer Szene besonders deutlich, in der abgestimmt wird, welcher der Sexsklaven den schönsten Hintern habe. Sein Bruder und der Bischof schließen sich vorbehaltlos der Meinung des Fürsten an, während nur der Präsident eine abweichende Ansicht äußert.
Durcet: Wird innerhalb des Verschwörerkreises mit „Exzellenz“ angeredet und ist an seinem Schnauzbart und einer sich abzeichnenden Halbglatze zu erkennen. Er ist im Gegensatz zum Fürsten weniger ausdrucksstark und selbstsicher, was sich an seinem Hang zum Bürokratismus und zur Pedanterie zeigt. So verliest er, nachdem der Fürst eine freie Ansprache gehalten hat, den Gefangenen das Regelwerk, welches nun ihr Leben bestimmen wird. Zudem ist er als ehemaliger Richter eines Schwurgerichts größtenteils für Führung und Eintragung von Verstößen in das besagte Regelbuch verantwortlich. Sein Pedantismus wird besonders deutlich, als er Signora Vaccari bei einer Geschichte unterbricht und auf ihre Verpflichtung hinweist, ja kein Detail auszulassen, da sonst nicht der „nötige Lustgewinn“ erzielt werden könne. Der Richter ist zudem von ausgeprägtem sadistischem und jähzornigem Charakter. Er gibt einem Mädchen ein mit Nägeln gespicktes Brötchen zu essen und züchtigt einen Jungen mit 15 Peitschenhieben, als dieser nicht unverzüglich seinen Anordnungen nachkommt.
Präsident Curval: Er hat leicht rötliches Haar, ist bartlos und trägt ebenfalls eine Halbglatze. Von seinen Mitkonspiranten wird er einfach „Präsident“ genannt, was auf eine politische Tätigkeit hinweisen könnte. Als Einziger der vier ist er ausschließlich homosexuell veranlagt. Er dringt in keiner Szene des Films in einen der Lustknaben ein. Meist trägt er ein verstörendes und leicht dümmlich wirkendes Lächeln zur Schau. Auffällig ist seine Vorliebe für schmutzige Witze, die er zu allen erdenklichen Anlässen zum Besten gibt.
Bischof von ....: Der Bischof .... ist der Bruder des Fürsten, bartlos, und pflegt im Gegensatz zu seinen Mitkonspiranten niemals offen Geschlechtsverkehr auszuüben, sondern zieht sich zu diesem Zweck stets mit dem Objekt seiner Begierde in abgetrennte Räume zurück. Dieses Verhalten wird nach der Zwangsheirat zweier Sexsklaven deutlich, wo er als einziger der Vier keine geschlechtliche Handlung an den frisch Vermählten vornimmt. Auch in der nachfolgenden Szene sitzt er alleine in einem separaten Raum, während sich sein Bruder mit dem Präsidenten und dem Monsignore in einem Nebenraum unterhält. Dieses Verhalten kann möglicherweise auf eine ausgeprägte intrinsische Veranlagung hindeuten, die auch mit seiner verhältnismäßig niedrigen Sprechfrequenz korreliert. Er wird von seinen Mitverschwörern mit „Monsignore“ angeredet.
Signora Vaccari: Sie hat hellblondes Haar und wurde in einem Internat geboren, in dem ihre Mutter als Dienstmädchen arbeitete. Laut Regelwerk der Viererbande ist es Vaccaris Aufgabe, im Orgiensaal  „die Sinne anregende und stimulierende“ Geschichten aus ihrem Leben als Prostituierte zu erzählen. Den Prozess ihrer Entjungferung im Alter von sieben Jahren mit einem fünfzig Jahre älteren Mann umschreibt sie folgendermaßen: „Der Penis des Professors begann daraufhin blutige Tränen zu weinen. Das war auch der Moment, wo der Professor des kleinen schönen Mädchens überdrüssig wurde, sein Weihrauch war ja inzwischen verbrannt.“ Diese höchst metaphorische und symbolhafte Umschreibung ihrer Entjungferung (blutige Tränen) und der Ejakulation des Professors (Weihrauch) zeigt, dass Signora Vaccari über ein ausgeprägtes Gespür für den passenden Gebrauch lyrischer Sprachmittel verfügt, um eine Geschichte möglichst anregend zu gestalten. Als einer der Jungen den Bischof mit der Hand befriedigen soll, stellt sie entsetzt fest, der Junge könne nicht einmal richtig masturbieren. „Ein Skandal! Man muss es ihm schnellstens beibringen“, setzt sie hinzu. Unter gewöhnlichen Umständen würde der offene Akt der Masturbation als anstößig empfunden und nicht etwa die mangelnde sexuelle Erfahrung eines Jugendlichen. An dieser Tatsache wird deutlich, dass die allgemein anerkannten moralischen und sittlichen Werte im rechtsfreien Raum der Villa in ihr Gegenteil verkehrt werden.

## Zensur
In der Bundesrepublik Deutschland beantragte die Staatsanwaltschaft Saarbrücken die bundesweite Beschlagnahme des Films. Die zustimmende Entscheidung des Amtsgerichtes und deren Aufhebung durch das dortige Landgericht hatte jeweils bundesweite Folgen. Insgesamt 14 Amtsgerichte beschlagnahmten lokal den Film, gaben ihn später zum Teil aber wieder frei.
Am 24. Februar 1976 verfügte das Saarbrücker Amtsgericht, dass bundesweit alle Kopien des Films zu beschlagnahmen seien. Die Saarbrücker Justizpressestelle begründete den Beschluss damit, dass der Film eine einzige „Aneinanderreihung brutalster Gewalt und Perversionen“ sei und „keine Spuren von Kunst“ erkennen lasse. Am 22. Juni 1977 hob das Landgericht Saarbrücken die Beschlagnahme mit der Begründung auf, der Film sei „weder gewaltverherrlichend noch pornografischen Inhalts“. Die Revision der Staatsanwaltschaft gegen die Entscheidung des Landgerichts Saarbrücken wurde am 21. April 1978 vom Bundesgerichtshof letztinstanzlich verworfen.
Der FAZ-Feuilletonchef Karl Korn warf der FSK am 6. Februar 1976 in dem Artikel Die Grenzen des Darstellbaren Untätigkeit vor. Der 78-jährige Leiter der FSK Ernst Krüger verwahrte sich am 10. Februar in einem Leserbrief gegen diesen Vorwurf: Nicht nur hinsichtlich der Altersfreigabe, sondern auch „für die öffentliche Vorführung von Filmen von Erwachsenen sind in vielen Fällen Schnitte, u. a., oftmals sehr erheblichen Ausmaßes, obligatorische Voraussetzung.“ Diejenige Zensur oder Prüfeinrichtung sei „die beste, die und deren Einwirkung man nicht bemerke“.
Die Publizistin Salcia Landmann kritisierte die Aufhebung des Filmverbotes durch den Bundesgerichtshof in einem Beitrag für Die Welt als Signal für „einen totalen Verfall der Scham und des Ekelgefühls“ und als ein „Symptom der Krankheit zum Tode Westeuropas“.
In der Schweiz wurde dem Zürcher Kino Xenix polizeilich untersagt, den Film am 11. Februar 2007 in der Sankt-Jakobs-Kirche in Zürich zu zeigen – dafür fand eine Podiumsdiskussion statt. Christliche Bürgerinitiativen aus Deutschland und Österreich reichten eine Strafanzeige gegen die Programmverantwortlichen des Kinos ein. Dieses Verbot wurde nach Gesprächen und Durchsicht ausländischer Gerichtsurteile wieder rückgängig gemacht. Die Polizei erklärte, den „künstlerischen Wert offenbar zu wenig gewürdigt“ zu haben.
Auch in zahlreichen weiteren Ländern wurde der Film zumindest vorübergehend verboten; u. a. in Italien, Frankreich und Australien. In Deutschland landete er am 11. Juni 1987 auf der Liste der jugendgefährdenden Medien. Am 4. November 2004 bestätigte die Bundesprüfstelle die Indizierung.  Am 1. Dezember 2022 entschied sie, den Film vom Index zu streichen.

## Kritik und Deutung
„In seinem letzten Film entwirft Pasolini jenseits spekulativer Intentionen und ästhetischer Gefälligkeit eine schockierende Vision menschlicher Machtbesessenheit und barbarischer Zerstörungslust inmitten hochgeistiger kultureller Verfeinerung. Der nach einem Roman von de Sade entwickelte Stoff ist zwar im Jahr 1944 angesiedelt, dient jedoch als Kommentar zur hedonistischen Konsumgesellschaft der Nachkriegszeit, die von Pasolini als apokalyptische Verfallsepoche begriffen wird ohne Hoffnung auf Veränderung. Ein radikaler, trostloser, erschütternder Film.“

„Pier Paolo Pasolini [hat] in seinem Film Salò, oder die 120 Tage von Sodom eine Linie der lachenden Folterer gezogen vom alttestamentlichen Sodom über Dantes ‚Höllenkreise‘ bis zum Feudaladel, dem Klerus und der Justiz des Ancien Régime wie der Marquis de Sade sie beschreibt in seinem 120 Tage von Sodom-Roman. Eine Linie, die weiter reicht über die europäischen Kolonialismen des 19. Jahrhunderts zu Mussolini in Salò und bis zu den deutschen KZs; darüber hinaus zu den Kolonialpraktiken moderner neokapitalistischer Demokratien. Der Universalismus dieses Tötungsvergnügens besteht darin, eine der unaufhörlichen Selbstdarstellungsformen orientalisch-okzidentaler staatlicher oder auch ‚frei flottierender‘ Mann/Machtgebilde zu sein. Diese haben es geschafft, einen Menschentyp, vorwiegend Männertyp, zu erzeugen […], dem es nicht gelingt, seine körperlichen Lustvorgänge von zerstörerischer Gewaltausübung zu trennen. Seine Lüste bestehen in einer Verkehrung sexueller Genüsse in Gewaltvorgänge; in der Unmöglichkeit, Sexualität anders zu erleben denn als Gewalt, und dies bevorzugt in den Formen inszenierten ritualisierten Tötens.“

## DVD-Veröffentlichung
Legend Films veröffentlichte den ungeschnittenen Film in seiner Kino-kontrovers-Reihe. In Österreich und der Schweiz wird die DVD ohne Beschränkungen im Einzelhandel vertrieben.